# Mario Joseph

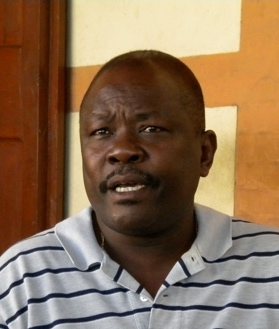
Mario Joseph (2010)

Mario Joseph (* 1963 in Verrettes; † 31. März 2025 in Port-au-Prince) war ein haitianischer Jurist, Rechts- und Staatsanwalt, der sich auf die Verteidigung von Menschenrechten spezialisiert hatte. Seit 1996 war er Präsident des Bureau des Avocats Internationaux (BAI) in Port-au-Prince.
Maître Joseph verstarb nach einem Verkehrsunfall am 31. März 2025.

## Leben
Joseph studierte am École Normale Supérieure d'Haïti und am École de Droit des Gonaïves Rechtswissenschaft und arbeitete im Bereich der Menschenrechte im Rahmen der Kommission für Frieden und Gerechtigkeit der katholischen Kirche. Im Jahr 1996 trat er dem Bureau des Avocats Internationaux bei.
Seit 2005 war er Mitglied der Internationalen Vereinigung Demokratischer Juristen. Er war Gründer des Observatoire Haïtien des Crimes Contre l’Humanité (OHCCH).

## Wirken als Jurist

### Raboteau-Massaker
Joseph war der führende Anwalt der Opfer im erfolgreichsten Fall des BAI, dem Prozess zum Raboteau-Massaker. Der Prozess wurde von einem Experten der Vereinten Nationen als „der längste und komplexeste“ in der Geschichte des haitianischen Justizsystems beschrieben. Nach sechs Wochen Prozess, der im November 2000 endete, verurteilten die Geschworenen 53 Angeklagte für einen Angriff auf ein pro-demokratisches Stadtviertel im Jahr 1994. Das Gericht ordnete außerdem an, dass die Angeklagten zivilrechtlichen Schadenersatz in Höhe von 1 Milliarde Gourdes (rund 43 Millionen US-Dollar) zu zahlen hatten.
Drei ehemalige Mitglieder des militärischen Oberkommandos Haitis wurden später aus den USA in ihre Heimat abgeschoben, um sich der Anklage im Raboteau-Prozess zu stellen.
Joseph unterstützte das Center for Justice & Accountability in San Francisco bei der Verfolgung andere Täter des Rabiteau-Massakers vor US-Gerichten. Am 16. Mai 2008 führten diese Bemühungen zu einer Entschädigungsleistung in Höhe von mehr als 400.000 US-Dollar durch einen der Täter.

### Widerstand gegen das herrschende Regime
Nach dem Staatsstreich in Haiti 2004, durch den Jean-Bertrand Aristide gestürzt wurde, und der anschließenden Unterdrückung trat Joseph als Staatsanwalt für hochrangige ehemalige Staatsbeamte, Journalisten und Leiter von politischen und kulturellen Vereinigungen ein. Sein Vorgehen führte dazu, dass seine Familie bedroht und gezwungen wurde, das Land zu verlassen. Amnesty International veröffentlichte im Oktober 2004 einen internationalen Dringlichkeitsappell in seinem Namen. Für die meisten der Angeklagten, vor allem für diejenigen, die sich die Anwaltskosten nicht leisten konnten, war Staatsanwalt Joseph der einzige Rechtsbeistand, der ihre Fälle vor Gericht brachte.

### Rechtliche Schritte auf internationaler Ebene
Im Januar 2007 sagte Joseph vor dem Interamerikanischen Gerichtshof für Menschenrechte in Costa Rica im Fall von Yvon Neptune, dem ehemaligen Premierminister unter Präsident Aristide, aus, der 2004 von den Putschisten zusammen mit dem Präsidenten der Republik inhaftiert worden war. Der Gerichtshof stellte fest, dass das neue haitianische Regime gegen elf Bestimmungen der Amerikanischen Menschenrechtskonvention verstoßen hatte.
Joseph legte auch eine Expertenaussage vor dem Gericht des Bundesstaates New York über die strafrechtliche Verfolgung des Anführers der haitianischen Todeskommandos, Emmanuel Constant, vor, der für das Raboteau-Massaker verantwortlich war. Constant wurde von der New Yorker Justiz wegen Bankbetrugs angeklagt. Joseph überzeugte das New Yorker Gericht davon, dass die von Constant in Haiti begangenen Verbrechen keine Verhandlungen über eine Überprüfung seiner Verurteilung durch die US-Justiz im Hinblick auf eine Strafmilderung rechtfertigen könnten.

### Cholera-Klage gegen die Vereinten Nationen
Im Jahr 2012 reichten Joseph und IJDH-Direktor des Instituts for Recht und Demokratie in Haiti (IJDH) Brian Concannon im Namen der Opfer des Cholera-Ausbruchs der Jahre 2010 und 2011 in Haiti Klage gegen die Vereinten Nationen ein, da die Seuche mutmaßlich im Oktober 2010 von Blauhelmsoldaten der MINUSTAH eingeschleppt worden war. Nach Angaben des haitianischen Gesundheitsministeriums hatte der Ausbruch 7490 Todesfälle und 586.625 Erkrankungen verursacht. Untersuchungen des New England Journal of Medicine und der US Centers for Disease Control wiesen auf den Stützpunkt der MINUSTAH in Mirebalais als Ursprung des Choleraausbruchs hin. Die Vereinten Nationen bestritten die Verantwortung, obwohl epidemiologische und genomische Studien die Rolle der Friedenstruppe eindeutig zu belegen schienen. Der UN-Sonderbeauftragte für Haiti, Bill Clinton, bezeichnete die Truppe als „unmittelbare Ursache der Cholera“. The Economist bezeichnete die Klage, die die rechtliche Immunität von UN-Friedenssoldaten in Frage stellte, als bahnbrechenden Fall, der sich „weltweit auf friedenserhaltende Maßnahmen auswirken könnte“.
Joseph sprach über den Fall in dem Kurzdokumentarfilm „Baseball in the Time of Cholera“, der im Jahr 2012 beim Tribeca Film Festival die Special Jury Mention für den besten Kurzdokumentarfilm erhielt. Der Fall wurde vom Gericht mit der Begründung der UN-Immunität abgewiesen.

### Andere Fälle (Auswahl)
Im Jahr 2010 arbeiteten Joseph und das BAI mit einer Reihe von Opfern sexuellen Missbrauchs in den Lagern von Binnenflüchtlingen, die nach dem Erdbeben in Haiti entstanden waren.
Im Januar 2012 sprach sich Joseph gegen die Entscheidung eines Richters aus, dass der ehemalige Diktator Jean Claude Duvalier nur wegen Veruntreuung und Korruption und nicht wegen Menschenrechtsverletzungen vor Gericht gestellt werden sollte.

## Würdigung
Brian Concannon erklärte nach Josephs Tod:

„Haïti a perdu son avocat le plus éminent en matière de droits de l'homme à un moment où les droits fondamentaux sont gravement bafoués. Le mouvement mondial des droits de l'homme a perdu un leader inspirant alors que la notion même de droits de l'homme est largement attaquée.“

„Haiti hat seinen prominentesten Menschenrechtsanwalt zu einer Zeit verloren, in der die Grundrechte schwer verletzt werden. Die globale Menschenrechtsbewegung hat eine inspirierende Führungspersönlichkeit verloren, während der Begriff der Menschenrechte selbst weithin angegriffen wird.“

Ricardo Seitenfus fasste zusammen:

„Haïti perd un de ses valeureux fils. Il a rédigé la préface de mon livre sur l’ONU et le choléra, véritable scandale dont les victimes ont été laissées à l’abandon et accueillis par Mario.“

„Haiti verliert einen seiner tapferen Söhne. Er schrieb das Vorwort zu meinem Buch über die Vereinten Nationen und die Cholera, einen wahren Skandal, dessen Opfer im Stich gelassen und von Mario aufgenommen wurden.“

## Auszeichnungen
Joseph wurde im Jahr 2009 mit dem Katharine and George Alexander Law Prize der juristischen Fakultät der Santa Clara University sowie im selben Jahr mit dem Judith Lee Stronach Human Rights Award des Center for Justice & Accountability in San Francisco ausgezeichnet.